# Birte Jensen
Birte Jensen er en tidligere dansk atlet. Hun var medlem af Københavns IF.

## Danske mesterskaber
- Sølv 1945 Højdespring 1,40
- Bronze 1944 Højdespring 1,45